# Okręg wyborczy Dulwich and West Norwood
Okręg wyborczy Dulwich and West Norwood powstał w 1997 r. i wysyła do brytyjskiej Izby Gmin jednego deputowanego. Okręg powstał z połączenia większej części okręgu Dulwich ze wschodnią częścią okręgu Norwood. Obejmuje części londyńskich dzielnic Lambeth i Southwark. Reprezentuje go Helen Hayes z Partii Pracy.

## Deputowani do Izby Gmin z okręgu Dulwich and West Norwood
| Wybory | Deputowany   | Partia       |
| ------ | ------------ | ------------ |
| 1997   | Tessa Jowell | Partia Pracy |
| 2015   | Helen Hayes  | Partia Pracy |